# Douglas County (Wisconsin)
Das Douglas County ist ein County im US-amerikanischen Bundesstaat Wisconsin. Im Jahr 2020 hatte das County 44.295 Einwohner und eine Bevölkerungsdichte von 13,1 Einwohnern pro Quadratkilometer. Der Verwaltungssitz (County Seat) ist Superior, das nach dem Lake Superior benannt wurde.
Das Douglas County ist Bestandteil der bundesstaatenübergreifenden Metropolregion Twin Ports um die Hafenstädte Superior und Duluth in Minnesota.

## Geografie

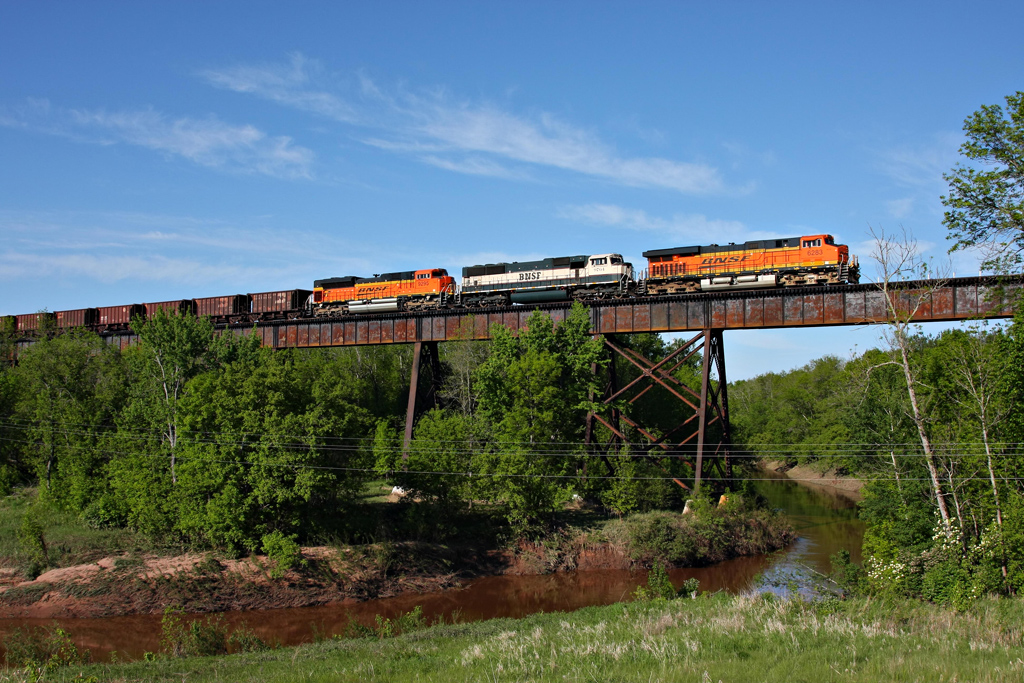
Brücke über den Nemadji River

Das County liegt im äußersten Nordwesten von Wisconsin und grenzt im Norden an den Lake Superior, einen der fünf Großen Seen. Im Westen grenzt das Douglas County an Minnesota. Das Douglas County hat eine Fläche von 3833 Quadratkilometern, wovon 442 Quadratkilometer Wasserfläche sind. 
Im Nordwesten wird das County vom Saint Louis River und dessen Mündung in den Lake Superior begrenzt. Etwas weiter östlich durchfließt der Nemadji River bis zu seiner Mündung in den Lake Superior den Nordwesten des Countys. Hinter der Wasserscheide zwischen den Großen Seen und dem Mississippi entspringt im mittleren Süden des Countys der Saint Croix River, ein linker Nebenfluss des Mississippi.
An das Douglas County grenzen folgende Nachbarcountys: 
| St. Louis County (Minnesota)                       |                 |                 |
| Carlton County (Minnesota) Pine County (Minnesota) |                 | Bayfield County |
| Burnett County                                     | Washburn County | Sawyer County   |

## Geschichte

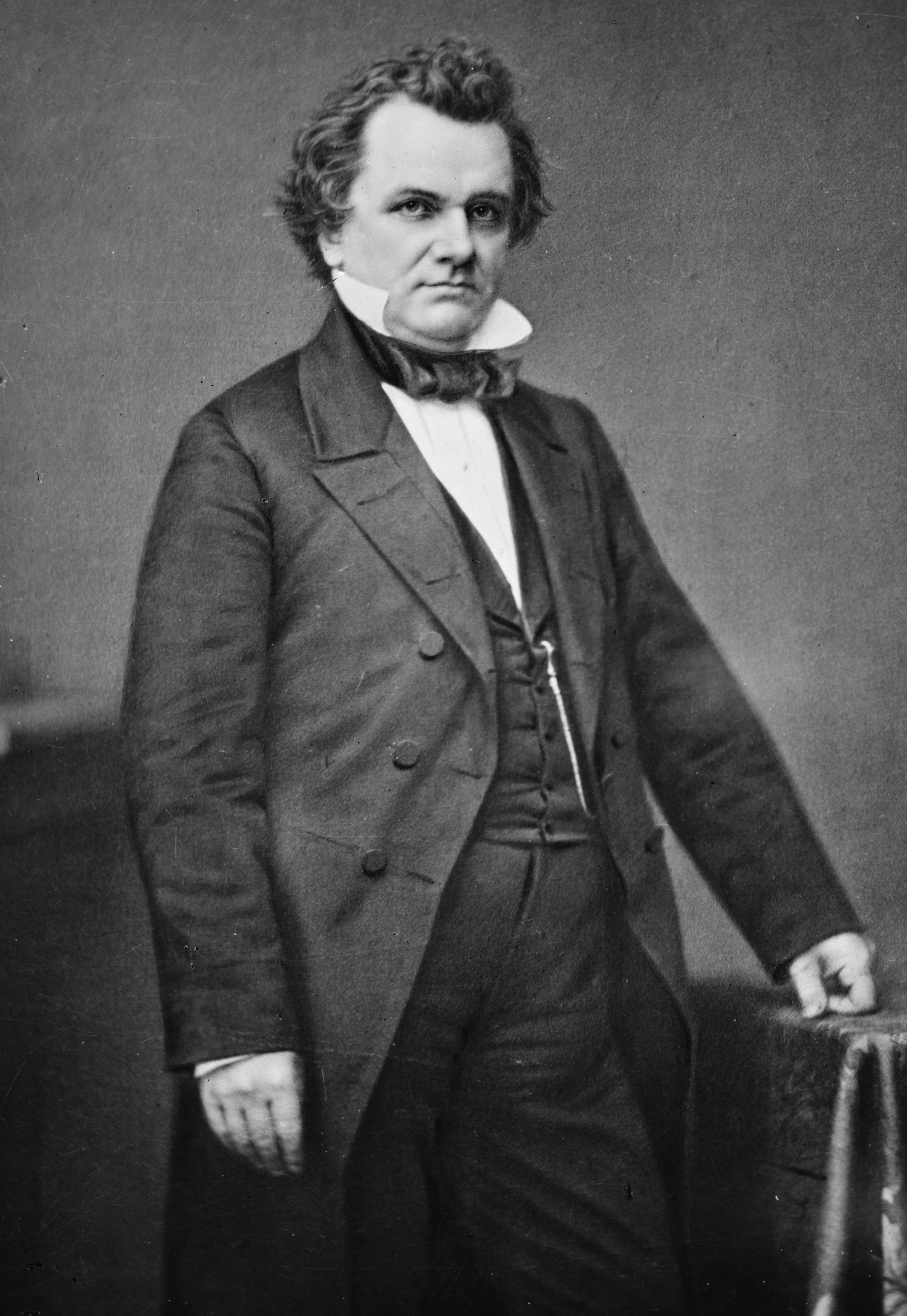
Stephen A. Douglas

Douglas County wurde am 9. Februar 1854 als Original-County aus dem Wisconsin-Territorium gebildet. Benannt wurde es nach Stephen A. Douglas (1813–1861), einem US-Senator und Präsidentschaftskandidaten.

## Bevölkerung
Nach der Volkszählung im Jahr 2010 lebten im Douglas County 44.159 Menschen in 19.166 Haushalten. Die Bevölkerungsdichte betrug 13 Einwohner pro Quadratkilometer. In den 19.166 Haushalten lebten statistisch je 2,22 Personen. 
Ethnisch betrachtet setzte sich die Bevölkerung zusammen aus 93,2 Prozent Weißen, 1,2 Prozent Afroamerikanern, 2,0 Prozent amerikanischen Ureinwohnern, 0,9 Prozent Asiaten sowie aus anderen ethnischen Gruppen; 2,8 Prozent stammten von zwei oder mehr Ethnien ab. Unabhängig von der ethnischen Zugehörigkeit waren 1,2 Prozent der Bevölkerung spanischer oder lateinamerikanischer Abstammung.
21,0 Prozent der Bevölkerung waren unter 18 Jahre alt, 63,9 Prozent waren zwischen 18 und 64 und 15,1 Prozent waren 65 Jahre oder älter. 50,1 Prozent der Bevölkerung war weiblich.

Das jährliche Durchschnittseinkommen eines Haushalts lag bei 45.370 USD. Das Pro-Kopf-Einkommen betrug 24.943 USD. 13,5 Prozent der Einwohner lebten unterhalb der Armutsgrenze.

## Ortschaften im Douglas County
City
- Superior

Villages
| - Lake Nebagamon - Oliver - Poplar | - Solon Springs - Superior (Village) |

Census-designated places (CDP)
- Brule
- Gordon

Andere Unincorporated Communities
| - Ambridge - Amnicon Falls - Anton - Beebe - Bellwood - Bennett - Black River - Blueberry - Borea | - Boylston - Boylston Junction - Carnegie - Chaffey - Cloverland - Cozy Corner - Cutter - Dairyland - Dedham | - Dewey - Dobie - Four Corners - Foxboro - Hawthorne - Hillcrest - Hines - Maple - Middle River | - Moose Junction - Parkland - Patzau - Peyton - Pokegama - Riverview - Rockmont - Saunders - Sauntry | - South Itasca - South Range - Sunnyside - Waino - Wascott - Wentworth - Winneboujou |

## Gliederung
Das Douglas County ist neben der einen City und den fünf Villages in 16 Towns eingeteilt:
| Town               | Einwohner (2010) | FIPS     |
| ------------------ | ---------------- | -------- |
| Town of Amnicon    | 1155             | 55-01825 |
| Town of Bennett    | 597              | 55-06775 |
| Town of Brule      | 656              | 55-10575 |
| Town of Cloverland | 210              | 55-15825 |
| Town of Dairyland  | 184              | 55-18425 |
| Town of Gordon     | 636              | 55-29925 |
| Town of Hawthorne  | 1136             | 55-33350 |
| Town of Highland   | 311              | 55-34425 |

| Town                  | Einwohner (2010) | FIPS     |
| --------------------- | ---------------- | -------- |
| Town of Lakeside      | 693              | 55-41800 |
| Town of Maple         | 744              | 55-48725 |
| Town of Oakland       | 1136             | 55-59100 |
| Town of Parkland      | 1220             | 55-61250 |
| Town of Solon Springs | 910              | 55-74600 |
| Town of Summit        | 1063             | 55-78275 |
| Town of Superior      | 2166             | 55-78675 |
| Town of Wascott       | 763              | 55-83512 |